# Gesamtanlage Altstadt Eppingen
Die Gesamtanlage Altstadt Eppingen in Eppingen im Landkreis Heilbronn in Baden-Württemberg besteht aus dem Gebiet der zu Anfang des 13. Jahrhunderts gegründeten Stadt einschließlich der darin enthaltenen Kernsiedlung.

## Beschreibung

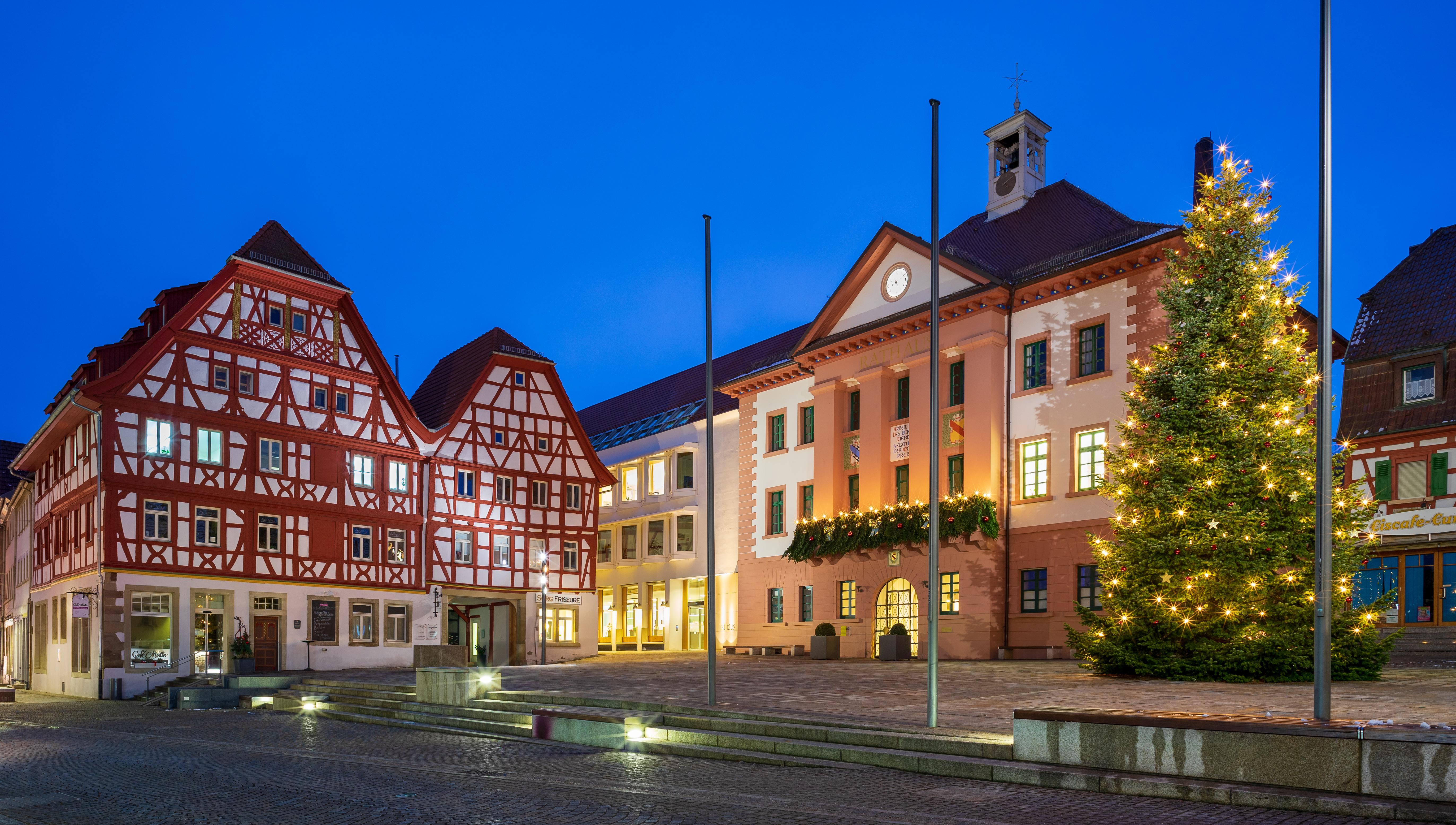
Altstadt, Marktplatz mit Rathaus

Eppingen entstand aus einem hochmittelalterlichen Reichsdorf und Marktort, das auf einer spornartig ausgeprägten Kuppe positioniert ist, die durch die Einmündung des Hilsbaches in die Elsenz entstand. Zur Gesamtanlage kommen mit der westlich vorgelagerten St. Petersgasse Teile der im 16. Jahrhundert angelegten Brettener Vorstadt sowie die Rappenauer Straße mit den seit dem ausgehenden 18. Jahrhundert auf dem ehemaligen Stadtgraben entstandenen Modellhäusern hinzu. Die viel gerühmte Fachwerkstadt hatte unter der Herrschaft der Kurpfalz (1462 bis 1803) und danach als badische Amtsstadt (1813 bis 1924) überregionale Bedeutung erlangt. Kennzeichnend sind neben der Altstädter Kirche und dem Pfeifferturm als städtebauliche Dominanten zahlreiche bis ins späte Mittelalter zurückreichende Fachwerkhäuser, die vor allem entlang der Altstadtraße, der St. Petersgasse und der Kirchgasse stehen. Aufgrund dieser Bedeutung ist Eppingen eine Gesamtanlage gemäß § 19 Denkmalschutzgesetz (DSchG), an deren Erhaltung ein besonderes öffentliches Interesse besteht.
Nach § 19 des Denkmalschutzgesetzes Baden-Württemberg können die Gemeinden Gesamtanlagen durch Satzung unter Denkmalschutz stellen. Nicht nur einzelne Kulturdenkmale sind hier geschützt, sondern der ganze Orts- bzw. Stadtkern mit seinem historischen Grundriss, den Straßen und Plätzen, Grün- und Freiflächen sowie der Gesamtheit der historischen Bausubstanz, an deren Erhaltung aus wissenschaftlichen, künstlerischen oder heimatgeschichtlichen Gründen ein besonderes öffentliches Interesse besteht. Die Altstadt von Eppingen ist seit 1983 eine geschützte Gesamtanlage.